# Ottorino Schreiber
Ottorino Schreiber (Parma, 11 giugno 1890 – Torino, 2 novembre 1978) è stato un generale italiano del Regio Esercito durante la seconda guerra mondiale, ricordato per il suo ruolo in Russia ed in Sicilia.

## Biografia
Nacque a Parma da nobile famiglia tedesca l'11 giugno 1890. Si arruolò nel Regio Esercito nel 1909, entrando come allievo ufficiale nell'Regia Accademia Militare di Fanteria e Cavalleria di Modena, da cui uscì con il grado di sottotenente, assegnato all'arma di fanteria, il 19 settembre 1911.
Partecipò alla prima guerra mondiale, nei gradi da tenente a maggiore, nelle file del 30º Reggimento fanteria, partecipando a numerose battaglie, e venendo decorato di tre Medaglie d'argento al valor militare.
Dal 1º dicembre 1926 fu promosso tenente colonnello ed assegnato in Eritrea al RCTC.
Promosso colonnello il 31 dicembre 1936, comandò dal 12 ottobre 1937 il 56º Reggimento fanteria "Marche", e poi, dal 1º novembre 1939, l'Ufficio mobilitazione presso la direzione generale dei servizi logistici al Ministero della guerra a Roma. Qui rimase sino al 1º settembre 1941 quando, in piena seconda guerra mondiale fu inviato a Palermo per esser nominato comandante della fanteria della 28ª Divisione fanteria "Aosta", sino al 30 novembre 1941. Ma già nel seguente 20 di dicembre fu nominato comandante della fanteria della 52ª Divisione fanteria "Torino", impegnata sul fronte russo, in sostituzione del generale di brigata Ugo de Carolis, caduto sul campo il 12.
Divenne generale di brigata il 1º gennaio 1942, permanendo sul fronte russo sino al 24 ottobre successivo, partecipando a tutti i complessi cicli operativi della sua divisione, quando fu rimpatriato ed assegnato (dopo un breve periodo a disposizione del Ministero della Guerra), sempre a Palermo, al comando della 207ª Divisione costiera, dal 1º dicembre.
Quindi, il 24 dicembre 1942, veniva insignito dell'onorificenza di Cavaliere dell'Ordine militare di Savoia per le attività svolte sul fronte russo.
All'atto dello sbarco americano in Sicilia nel luglio del 1943 fu tra i protagonisti della sua difesa reagendo con numerose iniziative di contrasto con un gruppo tattico corazzato. Il successivo 26 luglio, ormai in ritirata, assunse il comando dei resti della 26ª Divisione fanteria "Assietta", trasferendosi in agosto in Calabria.
Si spense a Torino il 2 novembre 1978.

### Fonti
1. ↑  Fatti d'arme dal 10 al 21 luglio 1943
2. ↑  Sito web del Quirinale: dettaglio decorato.
3. ↑  Gazzetta Ufficiale del Regno d'Italia n.86 del 14 aprile 1937, pag.1364.